# Distretto di Yarwein-Mehnsonnoh
Il distretto di Yarwein-Mehnsonnoh, o anche distretto di Yarwein-Mehnsohnneh, è un distretto della Liberia facente parte della contea di Nimba.